# Theaterdienst
Theaterdienst. Informationsblätter für Bühne, Film und Musik war eine wöchentliche Publikation in Berlin, die von 1946 bis 1962 vom Henschelverlag herausgegeben wurde.

## Geschichte
Fritz Erpenbeck gründete 1946 die Zeitschrift Theaterdienst (neben dem Theater der Zeit). Darin gab er vielfältige Informationen aus dem Kulturleben in Berlin und anderen deutschen Städten, mit Programmankündigungen, Vorstellungsberichten und  weiteren. Ab etwa 1950 berichtete er nur noch überwiegend aus Berlin und der DDR. Mitte 1951 wurden die Informationsblätter vorläufig eingestellt. Nach dem Volksaufstand vom 17. Juni 1953 konnten sie wieder erscheinen, wie andere Zeitschriften auch. 
1958 übernahm Hans-Rainer John die Leitung und 1961 Manfred Nötzel.
1963 wurde das Erscheinen endgültig eingestellt, wie über 60 weitere DDR-Zeitschriften.